# Hockey su ghiaccio ai Giochi della VII Olimpiade
Il torneo di hockey su ghiaccio della VII Olimpiade del 1920, svoltosi presso il Palais de Glace d'Anvers di Anversa, in Belgio, è stato il primo torneo ufficiale di hockey su ghiaccio ai Giochi olimpici e l'unico esempio in assoluto alle Olimpiadi estive. Un torneo di hockey su ghiaccio faceva parte delle Olimpiadi invernali inaugurali del 1924 e da allora fa parte di tutti i programmi invernali.
Fu il primo torneo per nazioni in Europa a cui parteciparono squadre provenienti da Stati Uniti e Canada. Il torneo venne successivamente dichiarato dalla Federazione Internazionale Hockey su ghiaccio (IIHF) valido come 1º campionato del mondo di hockey su ghiaccio. Il torneo si svolse dal 23 al 29 aprile 1920 e vi parteciparono sette nazioni che si affrontarono in incontri ad eliminazione diretta. Comunque la finalista perdente non divenne automaticamente seconda, ma dovette disputare altri incontri con le squadre che avevano perso in precedenza contro il Canada. Allo stesso modo vennero disputati ulteriori incontri per assegnare la medaglia di bronzo. Il Canada vinse il torneo e ottenne il suo primo titolo mondiale. All'epoca gli incontri erano suddivisi in due tempi, non tre come oggi, e questo fu inoltre l'unico evento mondiale e olimpico ad essersi disputato con il settimo giocatore di movimento il cosiddetto rover.

## Partecipanti
Parteciparono al primo torneo olimpico sette rappresentative nazionali da due continenti, con un numero variabile di giocatori.
- Belgio (7)
- Canada (8)
- Cecoslovacchia (8)
- Francia (7)
- Stati Uniti (11)
- Svezia (11)
- Svizzera (8)

## Girone per la medaglia d'oro
|  | Quarti di finale | Quarti di finale | Quarti di finale |             |        | Semifinali | Semifinali | Semifinali |  |  | Finale | Finale | Finale |  |
|  |                  |                  |                  |             |        |            |            |            |  |  |        |        |        |  |
|  | Canada           | Canada           | 15               |             |        |            |            |            |  |  |        |        |        |  |
|  | Canada           | Canada           | 15               |             |        |            |            |            |  |  |        |        |        |  |
|  | Cecoslovacchia   | Cecoslovacchia   | 0                |             |        |            |            |            |  |  |        |        |        |  |
|  | Cecoslovacchia   | Cecoslovacchia   | 0                |             | Canada | Canada     | 2          |            |  |  |        |        |        |  |
|  |                  |                  |                  |             | Canada | Canada     | 2          |            |  |  |        |        |        |  |
|  |                  |                  | Stati Uniti      | Stati Uniti | 0      |            |            |            |  |  |        |        |        |  |
|  | Stati Uniti      | Stati Uniti      | Stati Uniti      | Stati Uniti | 0      | 29         |            |            |  |  |        |        |        |  |
|  | Stati Uniti      | Stati Uniti      |                  |             |        |            |            |            |  |  |        |        |        |  |
|  | Svizzera         | Svizzera         | 0                |             |        |            |            |            |  |  |        |        |        |  |
|  | Svizzera         | Svizzera         | 0                |             | Canada | Canada     | 12         |            |  |  |        |        |        |  |
|  |                  |                  |                  |             |        |            |            |            |  |  |        |        |        |  |
|  |                  |                  | Svezia           | Svezia      | 1      |            |            |            |  |  |        |        |        |  |
|  | Svezia           | Svezia           | Svezia           | Svezia      | 1      | 8          |            |            |  |  |        |        |        |  |
|  | Svezia           | Svezia           |                  |             |        |            |            |            |  |  |        |        |        |  |
|  | Belgio           | Belgio           | 0                |             |        |            |            |            |  |  |        |        |        |  |
|  | Belgio           | Belgio           | 0                |             | Svezia | Svezia     | 4          |            |  |  |        |        |        |  |
|  |                  |                  |                  |             | Svezia | Svezia     | 4          |            |  |  |        |        |        |  |
|  |                  |                  | Francia          | Francia     | 0      |            |            |            |  |  |        |        |        |  |

### Quarti di finale
| Anversa 23 aprile 1920 | Svezia | 8 – 0 (5-0; 3-0) | Belgio | Palais de Glace d'Anvers |

| Anversa 24 aprile 1920 | Stati Uniti | 29 – 0 (15-0; 14-0) | Svizzera | Palais de Glace d'Anvers |

| Anversa 23 aprile 1920 | Canada | 15 – 0 (7-0; 8-0) | Cecoslovacchia | Palais de Glace d'Anvers |

### Semifinali
| Anversa 25 aprile 1920 | Svezia | 4 – 0 (2-0; 2-0) | Francia | Palais de Glace d'Anvers |

| Anversa 25 aprile 1920 | Canada | 2 – 0 (0-0; 2-0) | Stati Uniti | Palais de Glace d'Anvers |

### Finale
| Anversa 26 aprile 1920 | Canada | 12 – 1 (5-1; 7-0) | Svezia | Palais de Glace d'Anvers |

## Girone per la medaglia d'argento
|  | Semifinali  | Semifinali  | Semifinali     |                |             | Finale medaglia d'argento | Finale medaglia d'argento | Finale medaglia d'argento |  |
|  |             |             |                |                |             |                           |                           |                           |  |
|  | Stati Uniti | Stati Uniti | 7              |                |             |                           |                           |                           |  |
|  | Stati Uniti | Stati Uniti | 7              |                |             |                           |                           |                           |  |
|  | Svezia      | Svezia      | 0              |                |             |                           |                           |                           |  |
|  | Svezia      | Svezia      | 0              |                | Stati Uniti | Stati Uniti               | 16                        |                           |  |
|  |             |             |                |                | Stati Uniti | Stati Uniti               | 16                        |                           |  |
|  |             |             | Cecoslovacchia | Cecoslovacchia | 0           |                           |                           |                           |  |

### Semifinale
| Anversa 27 aprile 1920 | Stati Uniti | 7 – 0 (5-0; 2-0) | Svezia | Palais de Glace d'Anvers |

### Finale
| Anversa 28 aprile 1920 | Stati Uniti | 16 – 0 (7-0; 9-0) | Cecoslovacchia | Palais de Glace d'Anvers |

## Girone per la medaglia di bronzo
|  | Semifinale | Semifinale | Semifinale |        |   | Finale medaglia di bronzo | Finale medaglia di bronzo | Finale medaglia di bronzo |  |
|  |            |            |            |        |   |                           |                           |                           |  |
|  |            |            |            |        |   | Cecoslovacchia            | Cecoslovacchia            | 1                         |  |
|  |            |            |            |        |   | Cecoslovacchia            | Cecoslovacchia            | 1                         |  |
|  |            |            | Svezia     | Svezia | 0 |                           |                           |                           |  |
|  | Svezia     | Svezia     | Svezia     | Svezia | 0 | 4                         |                           |                           |  |
|  | Svezia     | Svezia     |            |        |   |                           |                           |                           |  |
|  | Svizzera   | Svizzera   | 0          |        |   |                           |                           |                           |  |

### Semifinale
| Anversa 28 aprile 1920 | Svezia | 4 – 0 (0-0; 4-0) | Svizzera | Palais de Glace d'Anvers |

### Finale
| Anversa 29 aprile 1920 | Cecoslovacchia | 1 – 0 (1-0; 0-0) | Svezia | Palais de Glace d'Anvers |

## Graduatoria finale
| Pos | Squadra        |
| --- | -------------- |
|     | Canada         |
|     | Stati Uniti    |
|     | Cecoslovacchia |
| 4   | Svezia         |
| 5   | Svizzera       |
| 6   | Francia        |
| 7   | Belgio         |

| Campione olimpico di hockey su ghiaccio 1920 |
| Canada 1º titolo                             |

| Pos | Squadra        | Formazione |
| --- | -------------- | --- |
|     | Canada         | Bobby Benson, Wally Byron, Frank Fredrickson, Chris Fridfinnson, Mike Goodman, Slim Halderson, Konnie Johannesson, Huck Woodman.                          |
|     | Stati Uniti    | Ray Bonney, Tony Conroy, Herb Drury, Ed Fitzgerald, Gerry Geran, Frank Goheen, Joe McCormick, Larry McCormick, Frank Synnott, Leon Tuck, Cy Weidenborner. |
|     | Cecoslovacchia | Karel Hartmann, Vilém Loos, Jan Palouš, Jan Peka, Karel Pešek, Josef Šroubek, Otakar Vindyš, Karel Wälzer.                                                |